# 李相荣
李相荣（中国朝鲜语：／，1941年10月—），黑龙江五常人，朝鲜族，中国航天科学家，长征四号乙运载火箭总设计师和总指挥，政府特殊津贴专家。

## 生平
李相荣1941年10月出生于满洲国滨江省五常县（今黑龙江省五常市）。1964年从北京工业学院（现北京理工大学）毕业后，他先后在原国防部五院一分院、七机部二院、上海新中华机器厂、805所、上海航天技术研究院从事运载火箭和载人飞船的研制工作，先后担任长征四号甲运载火箭副总设计师，长征二号丁运载火箭副总设计师，神舟飞船副总设计师，长征四号乙运载火箭总设计师和总指挥，上海市宇航学会理事长、名誉理事长，上海市科学技术协会常委；上海航天技术研究院科技委副主任等职务。
李相荣1995年开始担任长征四号乙运载火箭总设计师，1998年开始兼任总指挥。1999年5月10日，在美军轰炸中国驻南斯拉夫联盟使馆事件的第二天，他设计并指挥发射的长征四号乙运载火箭首次发射，成功将风云一号C卫星送入预定轨道。1999至2006年间，李相荣连续10次成功发射长征四号乙运载火箭，将10种16颗卫星送入太空。

## 奖项与荣誉
- 国家科技进步特等奖（1991年）[5]
- 国家级中青年有突出贡献专家、部劳动模范（1991年）[2]
- 全国优秀科技工作者（2001年）[2]
- 全国五一劳动奖章 （2004年）[2]
- 全国侨界十杰荣誉称号（2004年）[6][2]
- 全国劳动模范（2005年）[7]
- 何梁何利科学与技术进步奖（2006年）[8]